# Max Sørensen
Max Sørensen (født 19. februar 1913 i København, død 11. oktober 1981 i Risskov) var en dansk jurist (dr.jur), professor ved Aarhus Universitet og den første danske dommer ved EF-domstolen. Han var søn af grosserer Jens Martin Sørensen (død 1949) og hustru Christophine Sørensen, født Poulsen, (død 1942) og gift med cand.jur Ellen Max Sørensen (død 2005), datter af generalmajor Carl Jacobsen.
Sørensen betragtes som en af de største danske jurister, og indenfor området vedrørende den internationale beskyttelse af menneskerettigheder fremstår han som en af samtidens største eksperter på baggrund af sit praktiske arbejde og på grund af de dybtgående analyser af vanskelige fortolkningsspørgsmål. Ved ændringen af Grundloven i 1953 havde Sørensen væsentlig indflydelse på udformningen af Grundlovens § 20 om suverænitetsafgivelse. Herudover har Sørensen en omfattende videnskabelig produktion inden for områderne folkeret, statsforfatningsret og menneskerettigheder, hvor ”Le Sources du droit international”, ”Statsforfatningsret” og redigeringen af ”Manual of Public International Law” fremstår som juridiske klassikere.

## Karriere
Sørensen blev student i 1931 fra Vestre Borgerdydskole, og modtog i 1934 guldmedalje for sin besvarelse af Københavns Universitets prisopgave om betingelserne for traktaters afslutning. Efter erhvervelse af den juridiske embedseksamen i 1938 fra Københavns Universitet blev han ansat som sekretær i udenrigsministeriet (1938), hvorefter han gjorde tjeneste som attaché ved det danske gesandtskab i Bern (1943) og som legationssekretær ved det danske gesandtskab i London (1944). Herefter blev han fuldmægtig i Udenrigsministeriet. I 1946 erhvervede Sørensen den juridiske doktorgrad på afhandlingen ”Les Sources du Droit International”, som blev udarbejdet sideløbende med arbejdet for Udenrigsministeriet. I 1947 blev Sørensen udnævnt som professor i retsvidenskab ved Aarhus Universitet, som 34-årig, hvor han var ansat indtil 1972. Sørensen var medlem af De forenede Nationers kommission for menneskerettigheder 1949-51 og formand for dennes underkommission til beskyttelse af mindretal 1954-56, medlem af Den europæiske menneskeretskommission fra 1955-72 og dens præsident fra 1967-72, udenrigsministeriets rådgiver i folkeret fra 1956, medlem af den internationale stående voldgiftsret i Haag fra 1956, dansk repræsentant i forskellige juridiske udvalg under FN og Europarådet, har forelæst ved Académie de Droit International (Haag 1952) og medlem (Associé) af Institut de Droit International. Sørensen var ad hoc-dommer ved den internationale domstol i Haag ved behandlingen af sokkelgrænsen i Nordsøen fra 1968-69. Efter folkeafstemningen i Danmark i 1972 vedrørende medlemskab af EF, det senere EU, tiltrådte Sørensen stillingen som den første danske dommer ved EF-Domstolen fra 1973-79. Sørensen fungerede som dommer ved Den Europæiske Menneskerettighedsdomstol fra 1980-81.

## Statskundskab
Max Sørensen var idémanden bag oprettelsen af et nyt universitetsstudium; statskundskab, da han var blevet inspireret af et lignende studie oprettet i Sverige. Idéen startede i 1949, hvor han indviede Troels Fink og Theodor Geiger i idéen, og Statskundskab blev etableret som et studie ved Aarhus Universitet i 1959 med to professorater.

## Max Sørensens mindefond
Legatet blev oprettet i 1991, men først efter Ellen Max Sørensens død i 2005, kunne Mindefonden begynde sin virksomhed. De midler som legatet afkaster, skal efter bestyrelsens valg tilfalde en eller flere lovende yngre jurister til brug for videnskabelige studier i ind- eller udland. Ansøgere med tilknytning til offentlig ret, fortrinsvis folkeret, og afgangseksamen fra Aarhus Universitet har fortrinsret til legatet. Området omkring studenters mulighed for at komme på studieophold i udlandet var noget der optog Sørensen stærkt, og derfor er det helt i hans ånd at Mindefondens midler anvendes til dette formål.

## Æresbevisninger
Max Sørensen accepterede kun sjældent de æresbevisninger han blev tilbudt, men modtog Ridderkorset i 1948 og Fortjenstmedaljen i guld 1980. Han blev udnævnt til æresdoktor ved Kiel Universitet i 1964 og æresdoktor ved Strasbourg Universitet kort før sin død i 1981.

## Anekdoter
Sørensens ansættelse som dommer ved EF-domstolen medførte et betydeligt følge af personale. Det siges at Sørensen foretrak at cykle, og at hans chauffør derfor stort set ikke lavede andet end at pudse bilen. Under ansættelsen i Århus cyklede han dagligt mellem boligen i Risskov, i den nordlige del af Århus, til Universitetet. Dette var ligeledes tilfældet mellem EF-domstolen og boligen i Luxembourg, indtil fysikken ikke længere gjorde dette muligt i de sidste år. Sørensen var ligeglad med at de øvrige EF-dommere fandt det under embedets værdighed at cykle.

## Kort beskrivelse af forfatterskab
- - Betingelserne for Traktaters Afslutning efter Folkeretten og efter Danmarks og de vigtigste fremmede Landes Forfatninger, 1935
  - Les Souces du Droit International, 1946
  - Kan domstolene efterprøve forvaltningens skønsmæssige afgørelser? UfR 1950 p 273-295 (foredrag)
  - Grundtræk af International Organisation, 1952
  - Le Conseil de l’Europe, 1952
  - Responsum vedrørende de problemer, der knytter sig til Grundlovens § 18, 1953
  - Denmark and The United Nations, i fællesskab med Niels J. Haagerup, 1956
  - The Law of the Sea, 1958/59 p. 193-256
  - Principes de Droit International Public. Cours Général, 1960
  - Editor-in-chief af: Manual of Public International Law. Carnagie Endowment for International Peace, 1968
  - Statsforfatningsret, 1969
  - Folkeret. Nogle hovedproblemer i det internationale retssystem, 1971

For en fuldstændig fortegnelse over offentliggjorte værker se bibliografien udarbejdet af bibliotekar ved Aarhus Universitets juridiske bibliotek, cand.jur. Karl Georg Schmidt, i Ellen Max Sørensens Bibliografi om Max Sørensen.